# Międzynarodowy pakt praw obywatelskich i politycznych
     podpisany i ratyfikowany
     podpisany, ale nieratyfikowany
     podpisany i ratyfikowany, lecz państwo oświadczyło, że pragnie opuścić pakt
     niepodpisany i nieratyfikowany

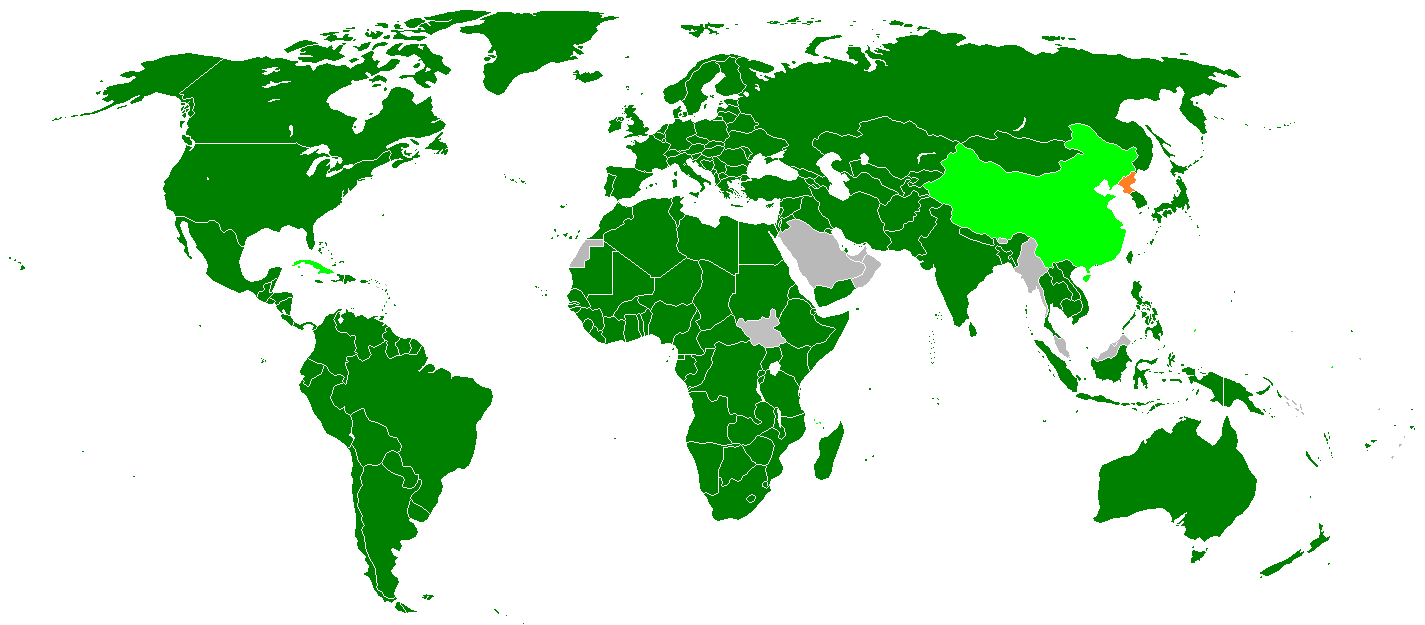
Strony i sygnatariusze Paktu:
podpisany i ratyfikowany
podpisany, ale nieratyfikowany
podpisany i ratyfikowany, lecz państwo oświadczyło, że pragnie opuścić pakt
niepodpisany i nieratyfikowany

Międzynarodowy Pakt Praw Obywatelskich i Politycznych – traktat uchwalony w wyniku konferencji ONZ w Nowym Jorku, na mocy rezolucji Zgromadzenia Ogólnego nr 2200A (XXI) z 16 grudnia 1966 roku. Wszedł w życie 23 marca 1976 roku w trzy miesiące po ratyfikacji lub przystąpieniu przez 35 państw zgodnie z art. 49. Obok Międzynarodowego paktu praw gospodarczych, społecznych i kulturalnych, zapewnia podstawowe prawa i wolności człowieka oraz zobowiązania państwa wobec obywateli. Posiada wiążący charakter prawny, w przeciwieństwie do Powszechnej deklaracji praw człowieka z 1948. Układ został otwarty do ratyfikacji przez państwa, które zobowiązywały się przestrzegać jego postanowień na własnym terytorium. Składa się z pięciu części. Czwarta część Paktu powoływała do życia Komitet Praw Człowieka, który stoi na straży przestrzegania postanowień Paktu. Szczegóły działalności Komitetu określał wydany tego samego roku Pierwszy protokół fakultatywny. W piątej zawarto formalno-prawne postanowienia końcowe. W 1989 roku, w Nowym Jorku sporządzony został Drugi protokół fakultatywny, postulujący zniesienie kary śmierci.
Depozytariuszem jest Sekretarz Generalny Organizacji Narodów Zjednoczonych (art. 48). Pakt został spisany w językach miarodajnych:  angielskim, chińskim, francuskim, hiszpańskim i rosyjskim (art. 53).
Do 2024 Pakt ratyfikowały 173 państwa. Polska ratyfikowała go 18 marca 1977, zaś wszedł on w stosunku do niej w życie 18 czerwca tegoż roku.

## Prawa zapewnione w Pakcie
Część I (art. 1) – nadanie Narodom prawo do samostanowienia i decydowania o kierunkach własnego rozwoju oraz prawo do korzystania z własnych bogactw naturalnych; nakazuje także wzajemne poszanowanie tych praw przez Państwa-Strony, zgodnie z postanowieniami Karty Narodów Zjednoczonych.
Część II (art. 2–5) – określa zobowiązania państw stron paktu wobec wykonywania jego postanowień; zapewnienie praw obywatelskich i politycznych kobietom i mężczyznom na równych zasadach; Państwo może podjąć kroki mające na celu częściowe ograniczenie niektórych praw wobec zagrożenia Narodu, jednak działania takie muszą być adekwatne do zaistniałej sytuacji i nie mogą pociągać za sobą dyskryminacji ze względu na rasę, płeć, język, religię lub pochodzenie społeczne.
Część III (art. 6–27) – zapewnia podstawowe prawa obywatelskie i polityczne takie jak: zakaz dyskryminacji, prawo do życia, zakaz tortur i nieludzkiego traktowania, prawo do wolności osobistej, humanitarne traktowanie więźniów, wolność poruszania się i wyboru miejsca zamieszkania, obowiązek argumentacji wydalenia obcokrajowca, równość przed sądami i trybunałami, prawo do uznawania swojej podmiotowości prawnej wszędzie, ochrona życia prywatnego, wolność myśli, sumienia i wyznania, prawo do posiadania własnych poglądów, prawo do gromadzenia się i tworzenia stowarzyszeń (w tym związków zawodowych), ochrona rodziny ze strony Państwa, prawo uczestniczenia w wyborze władzy, równość wobec prawa, ochrona mniejszości etnicznych, religijnych i językowych.

## Komitet Praw Człowieka
Powołany został na mocy 28 artykułu Paktu; Część IV (art. 28–47) wyznacza m.in. zasady wybierania członków i działalności Komitetu, jako instytucji stojącej na straży wykonywania postanowień Paktu – nie daje jednak możliwości składania skargi do Komitetu przez obywateli państw stron Paktu oraz interwencji w razie stwierdzenia złamania postanowień paktu. Sytuację tę zmienia dopiero ratyfikacja Pierwszego protokołu fakultatywnego.
W istocie jednak Komitet nie może wydawać wiążących wyroków wobec państw, które naruszyły postanowienia Paktu, lecz jedynie po stwierdzeniu takowych naruszeń może zażądać od Państwa zaprzestania dalszych praktyk tego typu. Państwo to jednak bez żadnych konsekwencji może notę taką odrzucić.

## Pierwszy protokół fakultatywny
Protokół został uchwalony 16 grudnia 1966 w Nowym Jorku. Wszedł w życie 23 marca 1976, w 3 miesiące po ratyfikacji bądź przystąpieniu przez 10 państw, zgodnie z  art. 9 Protokołu. Do 2024 ratyfikowało go 116 państw. Polska przystąpiła do niego 7 listopada 1991, zaś wszedł on w stosunku do niej w życie 7 lutego 1992. Protokół przewiduje instytucję skargi prywatnej obywatela przeciwko państwu, które naruszyło prawa człowieka wobec skarżącego, o ile jest ono stroną Protokołu. Skargę rozpatruje Komitet Praw Człowieka na posiedzeniu przy drzwiach zamkniętych.
Skarga musi spełniać kilka podstawowych warunków:
- powinna być nieanonimowa
- powinna być należycie udokumentowana
- przed jej złożeniem należy wyczerpać wszystkie dostępne wewnątrzkrajowe środki zaradcze[6]
- ta sama sprawa nie może być równocześnie rozpatrywana w ramach innej procedury międzynarodowego badań lub rozstrzygania sporów
- treść skargi powinna dotyczyć naruszenia prawa gwarantowanego przez Pakt.

O skardze uznanej wstępnie za zasadną Komitet powiadamia państwo, któremu postawiono zarzuty. Państwo to przedstawić ma Komitetowi w ciągu 6 miesięcy pisemne wyjaśnienia lub oświadczenia naświetlające sprawę oraz wskazujące ewentualne środki zaradcze, jakie mogłyby być przez nie podjęte. Swój pogląd na sprawę Komitet przekazuje stronom sporu oraz włącza go do swego rocznego sprawozdania wedle 45 artykułu Paktu.

## Drugi protokół fakultatywny
Został uchwalony 15 grudnia 1989 roku w Nowym Jorku. Wszedł w życie 11 lipca 1991, po ratyfikacji lub przystąpieniu przez 10 państw, zgodnie z art. 8. Do 2024 ratyfikowało go 90 państw. Polska ratyfikowała go 4 kwietnia 2014, zaś wszedł on w stosunku do niej w życie 25 lipca 2014 (zgodnie z art. 8 ust. 2 protokołu). Protokół ten zakazuje stosowania kary śmierci na terenie państw, które go ratyfikowały. Zakaz ten może być uchylony jedynie na czas wojny, kiedy to można skazać za najcięższą zbrodnię o charakterze wojskowym, o ile uczyniono stosowne zastrzeżenie w momencie ratyfikacji lub przystąpienia (art. 2.1).
Etapy ratyfikacji protokołu przez Polskę:
- 21 marca 2000 – podpisanie protokołu
- 26 lipca 2013 – ustawa o ratyfikacji[10]
- 4 kwietnia 2014 – ratyfikacja przez Prezydenta RP
- 25 kwietnia 2014 – złożenie dokumentów ratyfikacyjnych w depozycie Sekretarza Generalnego ONZ[11]
- 3 lipca 2014 – publikacja Protokołu w Dzienniku Ustaw pod pozycją 891[12]
- 25 lipca 2014 – dzień wejścia w życie w stosunku do Polski, jako strony Paktu.